# Noëmi Lerch
Noëmi Lerch (geb. 1987 in Baden AG) ist eine Schweizer Schriftstellerin.

## Leben
Noëmi Lerch studierte am Schweizerischen Literaturinstitut in Biel und an der Universität Lausanne und arbeitete als Redakteurin für das Reisemagazin Transhelvetica. Nach Abschluss ihres Studiums in Biel gründete sie zusammen mit Eva Seck und Patric Marino das «Literaturbüro Olten» und begann in der Landwirtschaft zu arbeiten. Seit 2014 ist Lerch freie Autorin. 2015 schloss sie ihr Studium an der Universität Lausanne mit dem Master of Arts ab. Mit der Cellistin Sara Käser tritt sie regelmässig als Duo Käser & Lerch auf. Lerch lebt in Aquila.

## Auszeichnungen
- 2016: Terra-Nova Schillerpreis für Literatur für Die Pürin
- 2017: Shortlist Rauriser Literaturpreis[5]
- Pro Argovia Artist 2017/18[3]
- 2020: Schweizer Literaturpreis für Willkommen im Tal der Tränen

## Werke
- Grit. verlag die brotsuppe, Biel 2017, ISBN 978-3-905689-85-3.

- Die Pürin. 2. Auflage. verlag die brotsuppe, Biel 2015, ISBN 978-3-905689-73-0.

- Willkommen im Tal der Tränen. verlag die brotsuppe, Biel 2019, ISBN 978-3-03867-015-5.